# Aldino Muianga
Aldino Muianga (Lourenço Marques, 1 de maig de 1950) és un escriptor i metge moçambiquès. Va estudiar cirurgia i és coordinador nacional del Treball comunitari de Moçambic.
Fou el guanyador del Premi José Craveirinha de Literatura de 2009 amb el llibre Contravenção.

## Llibres publicats
- Xitala Mati (contes), (1987);[3]
- Magustana (novel·la), (1992);
- A Noiva de Kebera (contes), (1999) (a Brasil per l'editora Kapulana - il·lustrat per Dan Arsky);
- Rosa Xintimana (narració), (2001); (Premi Literari TDM);
- O Domador de Burros (contes), (2003); (Premi Literari Da Vinci) (no Brasil pela editora Kapulana - ilustrado por Dan Arsky);
- Meledina ou história de uma prostituta (narració),(2004);
- A Metamorfose (contes), (2005);
- Contos Rústicos (contes), (2007) e
- Contravenção - una història d'amor en temps de guerra (narració), (2008);(Premi José Craveirinha de Literatura).